# Frederick Coombs

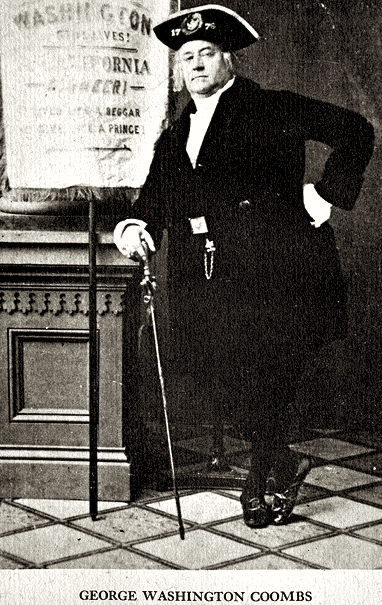
(um 1865)

Frederick C. („Onkel Freddy“) Coombs (* 1803 in London; † 9. April 1874 in New York) war ein amerikanischer Exzentriker. Zunächst Erfinder, Phrenologe, Fotograf und Autor, hielt er sich ab den 1860er-Jahren für die Reinkarnation von George Washington und war deshalb auch als George Washington II. und George Washington Coombs bekannt. Nach einer längeren Auseinandersetzung mit dem selbsternannten „Kaiser der Vereinigten Staaten“ Joshua Norton, einem weiteren in San Francisco bekannten Exzentriker, verließ Coombs Kalifornien und kehrte an die amerikanische Ostküste zurück. Dort starb Coombs, der sein Vermögen durch „Wohltätigkeit“ als „Der große Eheförderer der Union“ verloren haben will, völlig mittellos.

## Leben

### Herkunft
Das Meiste, was über Coombs’ frühe Jahre bekannt ist, stammt aus seinen eigenen schriftlichen autobiografischen Angaben, die allerdings zu einem Zeitpunkt verfasst wurden, als er schon deutliche Zeichen von geistiger Verwirrung zeigte. Diesen Angaben nach wurde der in England geborene Coombs, dessen Eltern früh verstarben, von Verwandten aufgezogen. Schon als junger Mann will er zahlreiche Auslandsreisen unternommen haben. So besuchte er seinen Erinnerungen nach 1823 Kalkutta und wurde auf der Insel St. Helena verhaftet, als er an Napoleons Grab einen Weidenzweig abriss.
1832 ist er in den USA nachweisbar, wo er am 20. September in Albany seine britische Staatsbürgerschaft aufgab. Erst 17 Jahre später, am 13. November 1849 wurde er in New York schließlich amerikanischer Staatsangehöriger.

### Als Erfinder

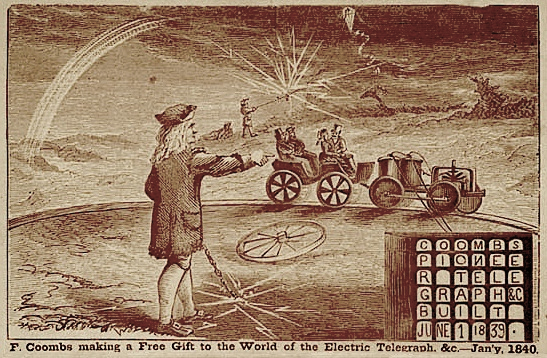
Coombs mit elektrischer Lokomotive und Telegraf (Zeichnung um 1866)

1838 präsentierte Coombs einen von ihm entwickelten Prototyp einer etwa 30 Kilogramm schweren Elektrolokomotive vor der von Jacob Perkins gegründeten „Royal Gallery of Practical Science“ in London, wo das Gerät großes Interesse in Wissenschaftskreisen erregte. Im Jahr 1839 zeigte er den Zug im New Yorker American Museum sowie in Peales Museum („Municipal Museum of Baltimore“) in Philadelphia. Auf der 12. Jahresmesse des American Institute 1839 erhielt er für diese Entwicklungsarbeit ein Diplom.
1840 stellte er in Washington, D.C. seinen Zug erneut aus sowie einen von ihm entwickelten Telegrafen, der seinen Angaben nach aus seinen Experimenten mit batteriegetriebenen Zügen stammte. Jahrzehnte später erklärte Coombs, das nicht Samuel Morse, sondern er selbst der Erfinder des Telegrafen gewesen sei. Ebenso habe er die Camera obscura entwickelt.
Coombs’ Entwicklungen brachten keinen innovativen technischen Durchbruch im Eisenbahnbau und Telegrafenwesen. Sie stehen aber durchaus gleichberechtigt neben den zahlreichen anderen Entwicklungen und Erfindungen der damaligen Zeit und wurden von Coombs’ Zeitgenossen sowie späteren Technikhistorikern anerkannt.

### Als Phrenologe

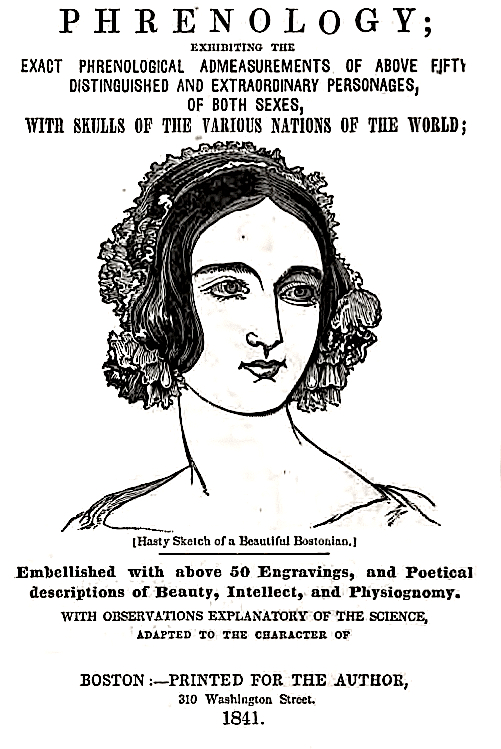
Coomb's Popular Phrenoloy (1841)

Bei der Phrenologie handelt es sich um eine Randwissenschaft, bei der versucht wird, Charakter und Fähigkeiten eines Menschen aus der Kopfform zu deuten. Bereits 1837 bezeichnete sich Coombs bei einem Aufenthalt in New York als „Phrenologe aus London“. In den darauffolgenden Jahren reiste er als eine Art „Wanderphrenologe“ durch die USA und Kanada und begutachtete Köpfe. Um die Attraktion seiner Darbietung zu erhöhen, begleiteten ihn dabei der „Kentucky Giant“, ein weit über zwei Meter großer „Riese“, und ein Kleinwüchsiger. Eine phrenologische Fachzeitschrift fühlte sich daraufhin bemüßigt, in einer Notiz vor Coombs als „Quacksalber“ zu warnen.
1841 veröffentlichte Coombs, der damals in Boston praktizierte, sein Buch Popular Phrenology, das bis 1865 in zahlreichen Auflagen erschien und maßgeblich zur Popularisierung der Phrenologie in Amerika beigetragen hat.
1842 wurde er in Montreal bei seiner Vortragsreise inhaftiert, seinen eigenen späteren Angaben nach wegen „Aufruhr“. Auch später war Coombs noch gelegentlich phrenologisch tätig. In den 1860er-Jahren untersuchte er sogar den Schädel des skeptischen Mark Twain. Und auf dem kalifornischen Parteikongress der Demokratischen Partei in Sacramento stellte Coombs im März 1860 den Antrag, jeden Abend die Köpfe der Teilnehmer untersuchen zu dürfen. Nach einer als „humorvoll“ beschriebenen Debatte wurde der Antrag zurückgestellt. 1861 schließlich lud er alle Kandidaten für den US-Senat ein, mit ihm ihre Qualifikation für dieses Amt „zu diskutieren“. Ob einer der Politiker dieses Angebot annahm, ist nicht überliefert.
In den 1860er-Jahren bezeichnete Coombs sich außerdem als Pionier des Mesmerismus, der Lehre vom tierischen Heilmagnetismus, den er 1842 in Amerika eingeführt haben will.

### Als Daguerreotypist

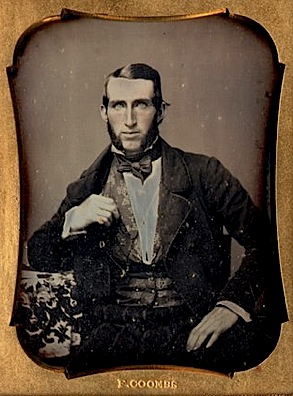
Coombs: Männerbild (um 1850)

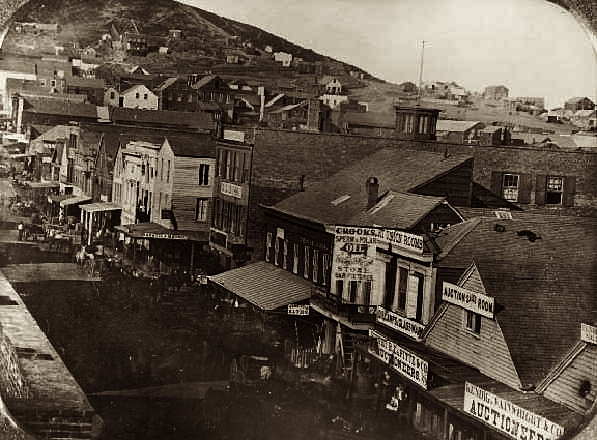
Coombs: Montgomery Street (1850)

Irgendwann zwischen 1841 und 1845 begann Coombs sich mit der Daguerreotypie zu beschäftigen. Seine erste nachweisbare Arbeit wurde 1845 in Springfield (Illinois) aufgenommen. Dort bot er im September 1845 „nur für kurze Zeit“ seine Dienste als Fotograf und Phrenologe an.
Um 1846 betrieb er ein Studio in Alton (Illinois), in dem er zahlreiche Freiwillige des Mexikanisch-Amerikanischen Kriegs aufnahm. Damals hielt er sich als Maskottchen eine „Arkansas-Wildkatze“. Zwischen 1846 und 1848 betrieb er ein „Daguerreotypie-Institut“ in St. Louis (Missouri). 1848 verlegte er sein Geschäft nach Chicago.
Auf dem Höhepunkt des Kalifornischen Goldrausches reiste Coombs im November 1849 per Schiff und über die Landenge von Panama nach San Francisco. Dort eröffnete er im April 1850 eine Daguerreotypie-Galerie am Portsmouth Square. Die Galerie brannte aber bereits am 5. Mai 1850 ab und Coombs musste umziehen. Aber auch sein neuer Laden wurde am 14. Juni ein Raub der Flammen. Am 4. Oktober 1850 eröffnete der unermüdliche Coombs sein Geschäft neu an der Ecke Clay und Montgomery Street, jedoch am 4. Mai 1851 brannte der Laden erneut aus. Coombs fühlte sich vom „Feuerteufel“ verfolgt, aber arbeitete an provisorischen Standorten in der Nähe weiter. Im Oktober 1851 eröffnete er erneut eine Galerie, versuchte sie aber bereits Anfang 1852 zu verkaufen, da er sich „anderen Interessen“ widmen wollte.
Später beschuldigte der schon unter geistigen Störungen leidende Coombs, ohne über tragfähige Beweise zu verfügen, seinen Fotografenkollegen James W. Johnston, er habe zusammen mit Coombs’ Vermieter seine Vertreibung aus Kalifornien betrieben. Noch 1866 versuchte er mit einem Schreiben an den Senator Edwin D. Morgan eine Entschädigung für den entstandenen Schaden zu erhalten und 1871 veröffentlichte er ein kurzes Buch über die Brände, um seine Ansprüche zu untermauern.
Coombs gilt heute als einer der Pioniere der Fotografie in den Vereinigten Staaten. Von seinen Bildern sind jedoch nur einige wenige Exemplare erhalten.

### Reisender in Sachen Kalifornien

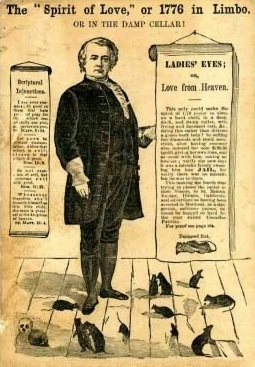
The Spirit of Love (ca. 1866)

Anfang der 1850er-Jahre begann Coombs erste Anzeichen von auffälligem Verhalten zu zeigen, so die Fotografiehistoriker Palmquist und Kailbourn in ihrer kurzen Coombs-Biografie. Möglicherweise waren für den Ausbruch dieser Störungen seine Branderlebnisse ausschlaggebend.
Coombs sah nun als seine neue Aufgabe, als eine Art nationaler Heiratsvermittler aufzutreten und damit auch den Frauenmangel in Kalifornien zu beheben. Doch zunächst beglückte er 1852 in Kalifornien die Farmer des Napa Valley mit seiner neuesten Erfindung, einem Grabenbagger, und ernannte sich selbst zum „Freien Baggerer von Napa“ („Free Ditcher of Napa“). Die Maschine ging 1853 zu Bruch.
Im selben Jahr bereiste er mit einer Sammlung von 150 Daguerreotypie-Aufnahmen mit Motiven kalifornischer Kuriositäten und einem kleinen Zoo mit verschiedenen Tieren, darunter einem mühsam beschafften kalifornischen Puma-Pärchen, die Staaten der amerikanischen Ostküste, um Frauen zur Übersiedlung nach Kalifornien und zur Eheschließung zu bewegen. Coombs’ späteren Angaben zufolge finanzierte er dabei als selbsternannter „Matrimonial Promoter“ aus eigenen Mitteln zahlreichen Frauen die Heirat. Auch in den folgenden Jahren stellte er seine Kuriositätensammlung öffentlich aus, unter anderem in New York, Saratoga, Utica, Detroit, Cleveland, Milwaukee und Chicago. Ferner war er der Initiator des 1853 gegründeten „California Museum“ in New York.
Coombs’ Aktivitäten in den nächsten Jahren sind unklar. Möglicherweise arbeitete er von 1856 bis 1857 mit den Fotografen Corey und Pickerill in Dubuque (Iowa). Seinen eigenen späteren Angaben nach hatte er 1857 einen Stand auf der Messe des Mechanics' Institute in San Francisco, wo er phrenologische und astrologische Beratungen anbot.

### Australisches Zwischenspiel
1858 tauchte Coombs in Australien auf, wo er in Melbourne eine Fotogalerie eröffnete. Im Februar 1858 meldete er dort ein Patent für ein von ihm entwickeltes neues Stereoskop an, das sogenannte „3D“-Aufnahmen ermöglichte. Aber noch im selben Jahr wurde er verhaftet und des Landes verwiesen, da er angeblich eine verbotene Lotterie von Kunstwerken vorbereitet hatte. Coombs selber erklärte später etwas kryptisch, er sei das „Opfer einer barbarischen Räuberei“ geworden.

### George Washington II.

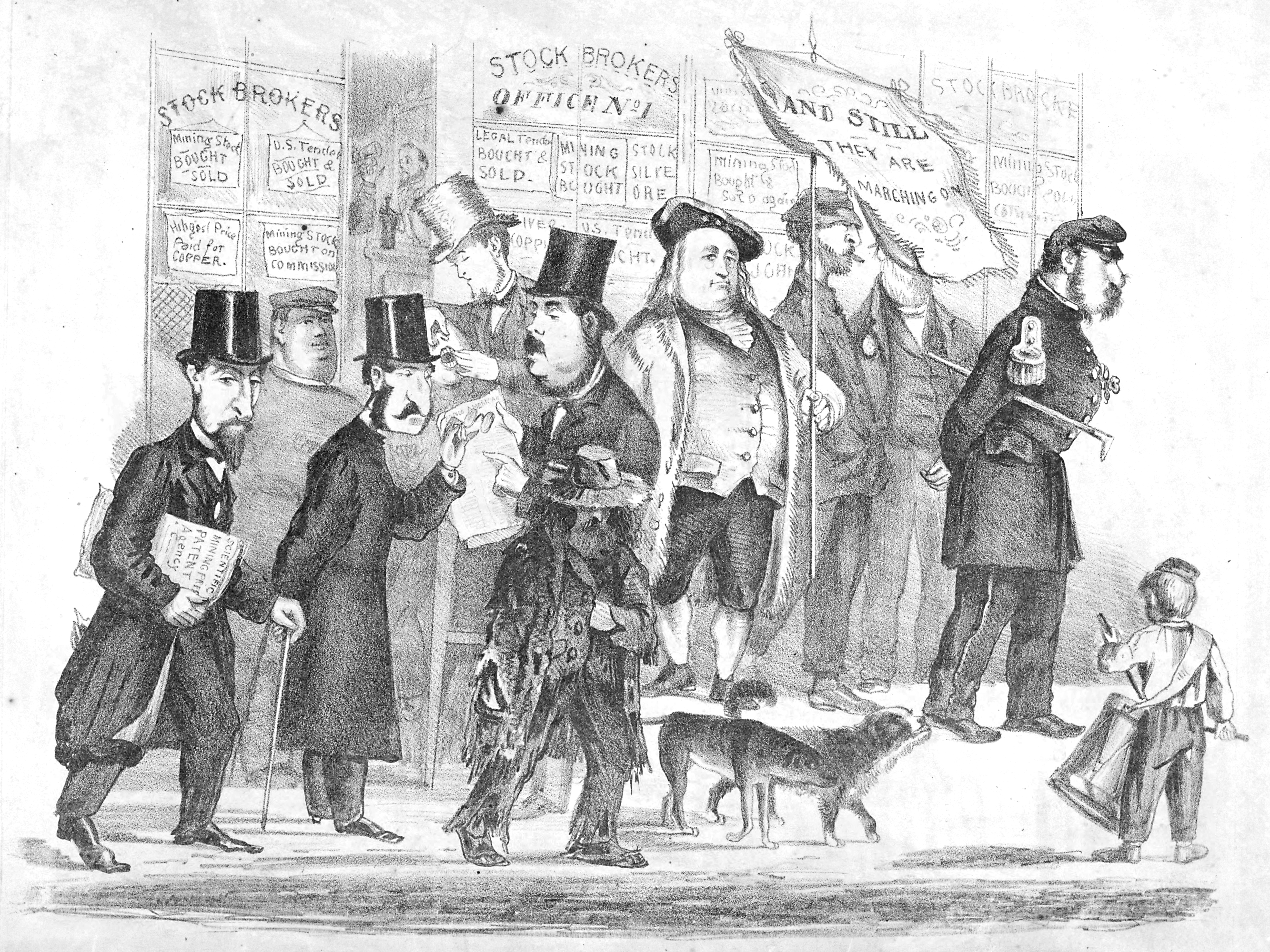
San Francisco-„Originale“, darunter Coombs, Norton I., Bummer und Lazarus

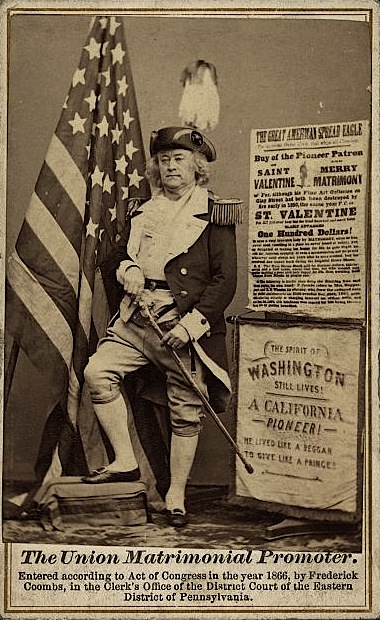
Coombs (um 1866)

1859 erschien Coombs wieder in San Francisco und eröffnete erneut ein Daguerreotypie-Atelier, wo er Bilder des Niagarafalls ausstellte. Bald darauf veränderte er sich allerdings völlig: Er trug nun altertümliche Kleidung des 18. Jahrhunderts, meist eine Kontinentalarmee-Uniform mit Kniebundhose und Dreispitz und erklärte öffentlich, er sei die Wiederverkörperung des Gründervaters und ersten Präsidenten der Vereinigten Staaten George Washington. Damit reihte er sich in eine ganze Reihe von belächelten Originalen ein, die San Francisco bevölkerten, und zu denen neben Coombs auch Kaiser Norton I. und die Straßenhunde Bummer und Lazarus gehörten.
Der Legende nach identifizierte sich Coombs dermaßen mit seinem Vorbild, dass er während eines düsteren Winters fast verhungerte, da er fest davon überzeugt war, er befinde sich in Valley Forge, einem primitiven Barackenlager, in dem George Washington im Kriegswinter 1777/78 unter schwersten äußeren Bedingungen kampiert hatte. „Washington Coombs’“ kombiniertes Armee-Hauptquartier und Weißes Haus war Martin and Horton’s, eine bekannte und besonders bei Journalisten beliebte Kneipe an der Montgomery Street. Dort studierte er Landkarten, plante Feldzüge für den Unabhängigkeitskrieg und verfasste Aufrufe.
Das Adressbuch von San Francisco aus dem Jahr 1861 bezeichnet Coombs als „Professor“ und gibt als Adresse die Washington Street an. Später hauste er dann in einem Keller. Wie Coombs selbst später schrieb, lebte er „wie ein Bettler, um wie ein Prinz geben zu können.“
Den Bewohnern von San Franciscos Financial District wurde „George Washington II.“ schnell zum vertrauten Bild auf den Straßen, wo er Plakate seiner Botschaften aufhängte, Bilder von sich verkaufte und jedem, der ihm zuhören wollte, seine Leistungen und das von ihm erlittene Unrecht schilderte. Außerdem hielt er öffentliche Vorträge zu Themen wie „Liebe und Patriotismus“, „Partnersuche und Ehe“ und natürlich zu seinem Lieblingsthema Washington. Daneben versuchte er immer wieder Künstler zu Bunten Abenden zu überreden, deren Erlöse seinen Aktivitäten zugutekommen sollten. Die Tagespresse urteilte knapp, das zentrale Anliegen dieser Veranstaltungen sei es augenscheinlich, der Öffentlichkeit die charakterliche Gleichheit zwischen General Washington und dem Vortragenden nahezubringen.
Ab 1861 bezeichnete er sich auch als „Der große Ehekandidat“ („The Great Matrimonial Candidate“). Coombs meinte diese Selbstbezeichnung durchaus ernst, denn obwohl er dicklich und wenig anziehend war, hielt er sich selbst für einen Womanizer. Überliefert ist, dass er seine Waden stundenlang öffentlich zur Schau stellte, und wie ein „zufriedener Cherub“ strahlte, sobald der Blick einer Frau kurz auf ihn fiel. Vermutet wurde, dass er mit diesem Titel eine wohlhabende Witwe beeindrucken wollte. Wenn das sein Plan war, so blieb dieser erfolglos, denn anscheinend wollte keine Frau Martha Washington II. werden. Später verband Coombs diese Selbsteinschätzung mit seinen Frauen-Rekrutierungskampagnen der 1850er-Jahre und firmierte als der „Eheförderer der Union“ („Union Matrimonial Promoter“). 1862 scheiterte sein Versuch, durch Subskription die Geldmittel für ein neues von ihm verfasstes Buch mit dem Titel „Ladies’ Eyes, or Love from Heaven“ aufzutreiben.
Im Laufe der Zeit wurden die von Coombs verwendeten Selbstbezeichnungen immer zahlreicher: „Der große Champagnerempfänger“ (Der Ursprung dieser Bezeichnung ist unbekannt.), „Der Kaltwasser-Wohltäter“ (weil er bei seinem Kreuzzug so gemäßigt vorging), „Der Geber von Heimstätten und Frauen“, „Der 1000$-Tröster“ sowie „Benjamin Franklin Jr.“ Unklar ist, warum sich Coombs gleichzeitig mit Washington und auf einmal auch mit Franklin identifizierte. Ursache dafür mögen die ironischen zeitgenössischen Kommentare gewesen sein, die darauf hinwiesen, dass Coombs’ dickliches Äußeres doch mehr an Franklin als an Washington erinnern würde. Nachweisbar ist unabhängig davon, dass sich Coombs spätestens ab 1864 auch öffentlich selbst als „der neue Franklin“ bezeichnete. Seine Umgebung und die Presse nannten ihn allerdings meist nur kurz „Onkel Freddy“.
Aber nicht jeder von Coombs’ Mitbürgern nahm sein Auftreten mit Humor. So wurde im Juni 1864 Commander Selim Woodworth, ehemaliger Führer der örtlichen Bürgerwehr, zu einer Geldstrafe in Höhe von zwanzig Dollar verurteilt, weil er Washington Coombs öffentlich geschlagen hatte. Und der Sacramento Daily Union konstatierte nüchtern, „Onkel Freddy“ ginge es nicht darum, anderen zu „geben“, sondern im eigenen Interesse zu nehmen.
Im Februar 1864 wurde Coombs unter dem Vorwurf des „schweren Diebstahls“ verhaftet. Angeblich sollte er der Frau eines Ranchers Juwelen gestohlen haben. Die Anschuldigungen des polizeibekannten Ehepaars stellten sich aber schnell als falsch heraus: Coombs hatte der Frau „eine Art Laterna-Magica-Ausstellung“ verkauft und die Schmuckstücke als Sicherheit bis zur Zahlung des Kaufpreises erhalten. Die Klage wurde abgewiesen und Coombs freigelassen.

### Der Krieg mit „Kaiser Norton“

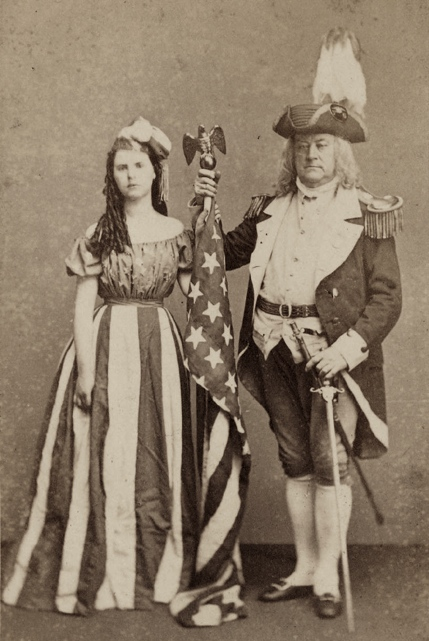
George Washington II. (1866)

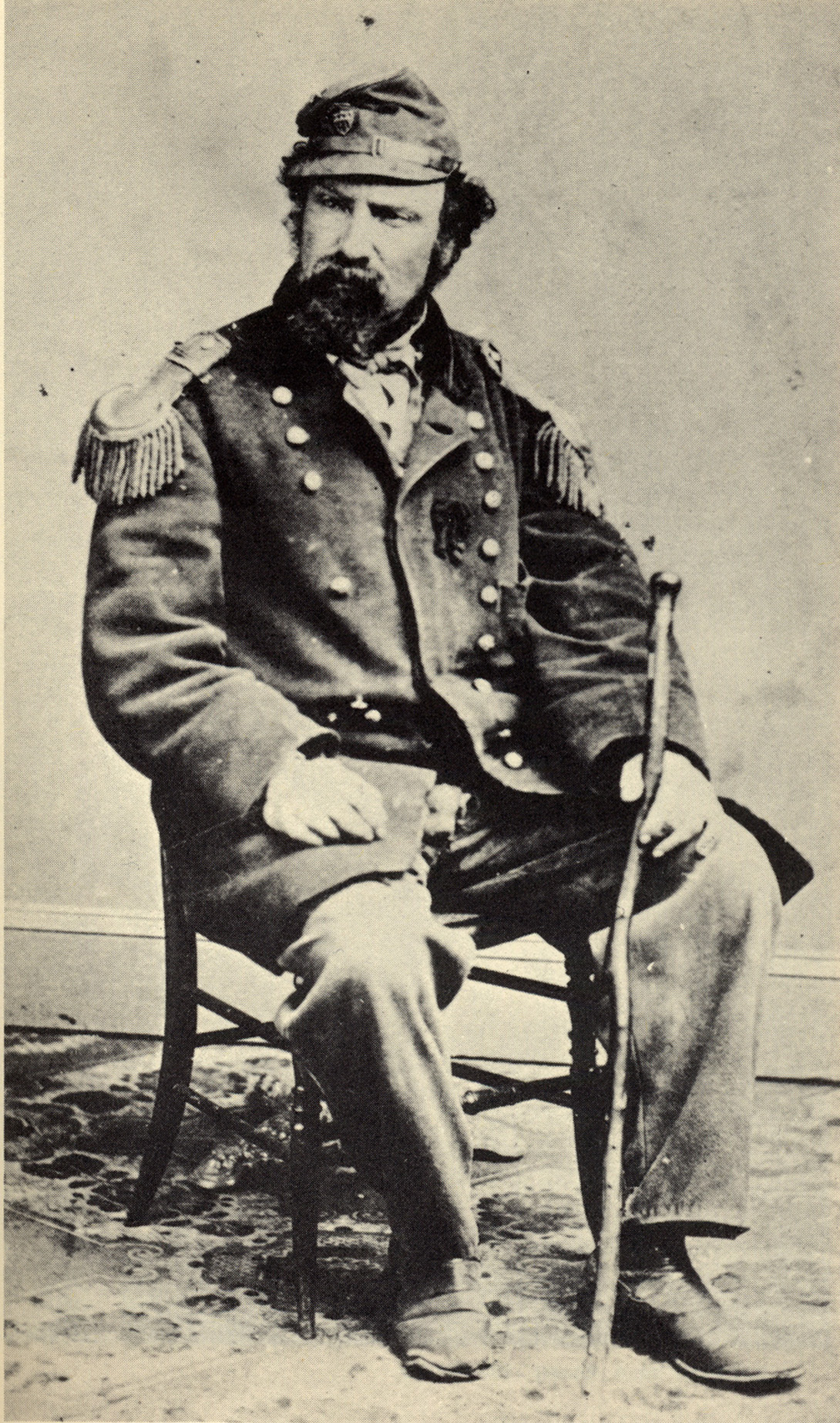
Norton I.

Joshua Abraham Norton war ein ehemaliger Geschäftsmann, der sein Vermögen durch Spekulationsgeschäfte verloren hatte und sich 1859 selbst zu „Norton I.“, „Kaiser der Vereinigten Staaten“ und „Schutzherr von Mexiko“ ernannt hatte.
Der Legende nach war die Auseinandersetzung zwischen „George Washington II.“ und „Kaiser Norton I.“ kurz und heftig und endete damit, dass Coombs, die Macht und Intrigen Nortons fürchtend, das Weite suchte und Kalifornien verließ. Dieses Konstrukt, das der Norton-Biograf Drury trotz Kenntnis der zeitgenössischen Berichterstattung übernahm, kam nur dadurch zustande, dass Jahre auseinander liegende Ereignisse zu einem Vorgang komprimiert und in ihrer zeitlichen Reihenfolge willkürlich angeordnet wurden.
In Wirklichkeit war die Fehde ein jahrelanger Abnutzungskrieg. Hintergrund war einerseits die Tatsache, dass die nur wenige hundert Meter lange Montgomery Street einfach nicht genug Platz für die Machtausübung zweier „Herrscher im Exil“ bot. Zum anderen störte Kaiser Norton das offensive öffentliche Auftreten seines Konkurrenten.
Der Krieg der „Herrscher“ begann, als Norton die Polizeibehörde von San Francisco im August 1862 durch eine kaiserliche Order anwies, „die Person des Prof. Coombs, fälschlich Washington Nr. 2 genannt, als eine aufrührerische und ungestüme Person zu ergreifen und unverzüglich zu seiner eigenen und der Sicherheit der Öffentlichkeit für mindestens 30 Tage ins staatliche Irrenhaus einzuweisen.“
Die Presse nahm diese Auseinandersetzung dankbar auf. Ende August 1862 erschien in der Zeitung Daily Alta California der frei erfundene Bericht einer Gerichtsverhandlung, in der es um Streitigkeit in einem angeblich von Artemus Ward betriebenen Wachsfigurenkabinett ging. In dem Artikel firmierte George Washington Coombs als „Balletttänzer und Drahtseilartist“ und Norton I. als „Cheftürsteher und Manager“. Berichtet wurde ferner, Washington Coombs habe vor dem Gericht in einer Ansprache betont, es sei „notwendig, die Neger in Afrika mit roten Wollnachtmützen auszustatten, um eine ordentliche Verbreitung des Evangeliums“ zu erreichen. Angeheizt wurde das Konkurrenzverhalten der beiden auch durch einen Zeitungsartikel, in dem Norton zwar als „würdevoller“, Washington Coombs aber als „glücklicher“ bezeichnet und außerdem Nortons große Nase bewitzelt wurde.
Der absurde Streit erreichte seinen Höhepunkt damit, dass ein Unbekannter die in der Stadt hängenden Plakate Coombs’ abgerissen hatte. Dieser beschuldigte Norton der Täterschaft. Die Polizei weigerte sich aber, eine Anzeige entgegenzunehmen und verwies Coombs auf den Weg der Zivilklage. Da er aber kein Geld für einen Anwalt hatte, wandte dieser sich an die Presse. Befragt, warum er Norton denn verdächtige, erklärte Washington II.: „Weil er neidisch auf mein Ansehen beim schönen Geschlecht ist.“ Als im Februar 1865 ein Zeitungsartikel über den Streit erschien, in dem die beiden Kontrahenten als Spinner bezeichnet wurden und der ungenannte Autor das „Leuchten des Wahnsinns“ in Washingtons Augen beschrieb, stürmte dieser wutentbrannt das Redaktionsbüro der Daily Alta California. Coombs erklärte, er sei nicht verrückt, und verbat sich im gleichen Artikel wie Norton genannt zu werden. Kaiser Norton erschien ebenfalls und hatte ähnliche Vorbehalte. Die Zeitung entschuldigte sich vorsichtig bei den beiden „Herrschern“.
Im Mai 1865 verließ Coombs schließlich Kalifornien und siedelte an die Ostküste über. Seinen eigenen Angaben zufolge war dieser Umzug keine Reaktion auf seine Auseinandersetzung mit Norton, sondern er folge damit nur der Einladung einer Familie, die er zu Zeiten eigenen Wohlstands unterstützt hatte. „Er verließ uns mit äußerstem Ekel vor dem Weg unserer Stadt in den Untergang“, schrieb die Daily Alta California zum Abschied.

### Letzte Jahre

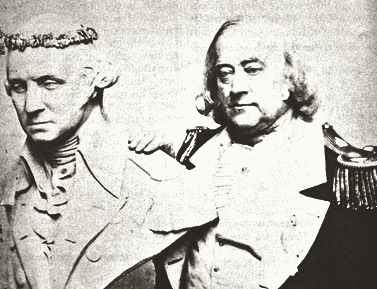
Frederick Coombs (um 1865)

Die nächsten Jahre lebte Coombs in Washington, D.C., später in New York. Auch dort behielt er sein exzentrisches Äußeres bei, hielt weiter öffentliche Reden und lebte mehr schlecht als recht vom Verkauf seiner Bücher und Fotos. Auf eigenen Antrag erhielt „Uncle Freddy Coombs“ in Washington D. C. die offizielle Genehmigung, seine „patriotischen Bücher“ und eine von ihm entwickelte Galvanik-Batterie im Straßenverkauf anzubieten. Überliefert ist ferner, dass Coombs einmal als Zuschauer in einer Amateurtheatervorstellung in der Washingtoner Lincoln Hall war, die anderen Besucher ihn aber für einen Schauspieler hielten und applaudierten. Aufgefordert, ein paar Worte zu sprechen, sagte Coombs natürlich nicht „nein“, sondern erklomm die Bühne und hielt eine seiner bekannten Reden.
Als über den Abriss des alten Regierungssitzes von George Washington in Philadelphia, dem sogenannten Penn Mansion, nachgedacht wurde, bat Coombs in einer Petition darum, ihm das Gebäude aufgrund seiner Ähnlichkeit mit Washington und Franklin auf Lebenszeit zu überlassen. Als seine Eingabe erfolglos blieb, kamen Gerüchte auf, Coombs denke nun daran, den Kongress um das Washington Monument zu bitten, berichtete Mark Twain im Februar 1868 aus Washington.
Ebenfalls 1868 veröffentlichte Coombs seine „Biografie“ mit dem Titel The Dawn of the Millenium! Splendid Discovery!, in dem er seine Erfindungen, „wohltätigen“ Aktivitäten und Leidenszeiten beschrieb. Seinen eigenen Angaben nach habe er mindestens 116.000 $ für karitative Zwecke aufgewendet. Daraus errechnete er, dass ihm die Regierung eigentlich 17 Trillionen Dollar schulden würde. Seine Ansprüche als nun mittelloser „Wohltäter“ versuchte er auch durch eine Petition an den Kongress und den Präsidenten der Vereinigten Staaten durchzusetzen und regte gleichzeitig an, ihn als amerikanischen Vertreter an den Court of St James’s, den Regierungssitz des britischen Monarchen, zu entsenden, aber vergeblich. Gleichzeitig bot Coombs mit seinem Buch der kalifornischen Staatsregierung (ebenfalls vergeblich) an, als deren Repräsentant bei der nächsten Weltausstellung zu fungieren. 1870 besuchte Coombs deshalb noch einmal Kalifornien, wo er Fotografien und Exemplare seiner Biografie zum Verkauf anbot.
Im April 1872 gelang Freddy Coombs nach langem Anlauf ein erster und zugleich letzter Auftritt auf der großen politischen Bühne. Im District of Columbia gelang es ihm, sich als Präsidentschaftskandidat der neugegründeten Liberal Republican Party ins Gespräch zu bringen. Nach Rücksprache mit den liberalen Führern in Washington, darunter Jim Ashley, Colonel William Mason Grosvenor (1835–1900) und George Alfred Townsend (1841–1914), erklärte Townsend Coombs, er werde ihn, falls er die Vorwahl gewinnen würde, dem Parteitag „bei passender Gelegenheit“ als „Reservekandidat“ vorschlagen. Danach hörte man nichts mehr von diesem verspäteten Aprilscherz.
Als Coombs 1874 in einem angemieteten kleinen Zimmer im New Yorker Stadtteil Manhattan starb, hinterließ er lediglich eine kleine Stofftasche, eine Hutschachtel aus Blech für seinen Dreispitz sowie eine Mappe mit Papieren und Fotografien. Da kein Bargeld gefunden werden konnte, wurde die Beerdigung von seiner Vermieterin bezahlt. Coombs wurde auf dem Cypress Hills Cemetery im Stadtteil Brooklyn beigesetzt. Möglicherweise wurde sein Leichnam umgebettet, denn die Zeitung San Francisco Bulletin erklärte 1913, Coombs’ Grab befinde sich auf dem örtlichen Lone Mountain Cemetery. Auf beiden Friedhöfen findet man heute keine Spur mehr von Coombs.
Obwohl Coombs in seinen letzten Lebensjahren mehrfach erklärt hatte, er habe im Westen der USA eine Frau und ein Kind gehabt, ist über eine mögliche Familie nichts bekannt.

## Veröffentlichungen
- Popular Phrenology. Exhibiting the Phrenological Admeasurements of Above Fifty Distinguished and Extraordinary Personages of Both Sexes. With Skulls of the Various Nations of the World. Boston: Coombs, 1841 u.ö.
- The Spirit of Love, or 1776 in Limbo, or in the Damp Cellar! o. O.: Coombs, o. J. [1866?]
- Splendid Discovery! Howes IN: F. Coombs, 1868; Neuausgabe als: The Dawn of the Millenium! Splendid Discovery! A Beautiful Plan to Give Every Man (and Woman Also) a Nice House and Lot, and a Nice Little Wife or Husband for All, with Nearly One Hundred Pictorial Illustrations of Some Passages in the Life and Thrilling Adventures of the Author, Pioneer and Missionary of Science and Beneficence Around the World. New York: F. Coombs, o. J. [ca. 1869]
- Read, Read, Read. Wonderful and Astonishing Mental and Physical Resemblances of Fred Coombs, the Modern Franklin. New York: Coombs, 1869
- Part 1, Love, Love, Love. The Great Champagne Runner Arrived. o. O. 1871
- "Matrimonial Union Promoter" Has Given the World Another Proof of His Boundless Patriotism and Benevolence. o. O. o. J. [1872?]
- Highly Important Discovery. How to Laugh and Grow Fat on Two Bits (33 1/3 cts.) a Day. o. O. o. J. (als: F. Coombs, the Modern Franklin)